# 1964年東京オリンピックのイタリア選手団
1964年東京オリンピックのイタリア選手団（1964ねんとうきょうオリンピックのイタリアせんしゅだん）は、1964年10月10日から10月24日にかけて日本の首都東京で開催された1964年東京オリンピックのイタリア選手団、およびその競技結果。

## 概要
今大会は金メダル10個、銀メダル10個、銅メダル7個の合計27個のメダルを獲得した。

## メダル
| メダル | 選手名                                                                                            | 競技   | 種目                       |
| ------ | ------------------------------------------------------------------------------------------------- | ------ | -------------------------- |
| 金     | アブドン・パミッチ                                                                                | 陸上   | 男子50km競歩               |
| 金     | マリオ・ツァニン                                                                                  | 自転車 | 男子個人ロードレース       |
| 金     | フェッルッチョ・マンツァ セヴェリーノ・アンドレオーリ ルチャーノ・ダッラ・ボーナ ピエトロ・グエラ | 自転車 | 男子チームタイムトライアル |
| 金     | ジョヴァンニ・ペッテネッラ                                                                        | 自転車 | 男子スプリント             |
| 銀     | セルジョ・ビアンケット                                                                            | 自転車 | 男子スプリント             |
| 銀     | ジョヴァンニ・ペッテネッラ                                                                        | 自転車 | 男子1000mタイムトライアル  |
| 銀     | ジョルジョ・ウルシ                                                                                | 自転車 | 男子4000m個人追い抜き      |
| 銀     | フランコ・テスタ センチオ・マントヴァーニ カルロ・ランカーティ ルイジ・ロンカリア                 | 自転車 | 男子4000m団体追い抜き      |
| 銀     | セルジョ・ビアンケット アンジェロ・ダミアーノ                                                     | 自転車 | 男子タンデムスプリント     |
| 銅     | サルバトーレ・モラーレ                                                                            | 陸上   | 男子400mハードル           |